# Ейвън (град)
Вижте пояснителната страница за други значения на Ейвън.
Ейвън (на английски: Avon) е град в окръг Игъл, щата Колорадо, САЩ. Ейвън е с население от 5561 жители (2000) и обща площ от 20,8 km². Намира се на 2265 m надморска височина. ЗИП кодът му е 81620, а телефонният му код е 970.